# Ptochophyle dilucida
Ptochophyle dilucida är en fjärilsart som beskrevs av W. Warren 1897. Ptochophyle dilucida ingår i släktet Ptochophyle och familjen mätare. Inga underarter finns listade.